# کایلا مایسونت
کایلا مایسونت (انگلیسی: Kayla Maisonet؛ زادهٔ ۲۰ ژوئن ۱۹۹۹) هنرپیشه، و بازیگر تلویزیون اهل ایالات متحده آمریکا است. او بازیگری را از ۱۲ سالگی شروع کرد. 
از فیلم‌ها یا برنامه‌های تلویزیونی که وی در آن نقش داشته‌است می‌توان به بی‌حرف اشاره کرد.